# Federico Sacchi
Federico Sacchi   (Rosario, 4 de setembre de 1936 - Rosario, 7 de novembre de 2023) va ser un futbolista argentí. Va formar part de l'equip argentí a la Copa del Món de 1962.